# Konca vas
Konca vas – wieś w Słowenii, w gminie Kočevje. W 2018 roku liczyła 109 mieszkańców.